# オズワルド・フェルナンデス
オズワルド・フェルナンデス・ロドリゲス（Osvaldo Fernández Rodríguez , 1968年11月4日 - ）は、キューバ出身の元プロ野球選手（投手）。右投げ右打ち。

## 経歴
優れた制球と投球術からグレッグ・マダックスと比較される事もあった。1987-1988シーズンから国内リーグ"セリエ・ナシオナル・デ・ベイスボル"のオルギンに所属。1992年11月29日にノーヒットノーランを達成した。1993-1994シーズンに105.1イニングを投げて11勝・防御率1.62で最多勝と最優秀防御率のタイトルを獲得。またキューバ代表としては金メダルを獲得した1990年と1994年のワールドカップ、1992年のバルセロナオリンピック、1993年のインターコンチネンタルカップで活躍する等の実績をあげた。1995年7月29日のアメリカ合衆国テネシー州ミリントンでの野球大会にキューバ代表チームとして出場した際に亡命した。
1996年1月16日にサンフランシスコ・ジャイアンツと3年総額320万ドルのメジャー契約を結んだ。鉄矢多美子は著書で、入団と同時に2歳しっかりサバ読みされていたと書いている。本人からも翌1997年のスプリングトレーニングで会った時に「31歳になる」と聞いたという。
スプリングトレーニングでは防御率9.45と全く結果を残せなかったものの、4月5日のメジャー公式戦デビュー戦で8イニングを投げ、5奪三振2与四球1失点で勝利投手となる。1996年は最終的には171.2イニングを投げるが、防御率4.61で7勝13敗と負け越す。翌1997年6月25日に打者としてスイングした時に右肘に激しい痛みを生じ、故障者リスト入りをしてしまう。1998年3月20日のスプリングトレーニング登板で再び右肘を痛めて5月にトミー・ジョン手術を受ける。1999年はジャイアンツ傘下のAdv-A級サンノゼで4試合リリーフ投手として投げる。
2000年2月15日にシンシナティ・レッズと契約。しかし2001年シーズン終了後に放出される。2002年はマイナー契約を結び、ジャイアンツ傘下のAAA級フレズノとエクスポズ傘下のAAA級オタワに所属。
2003年と2005年の2シーズンをメキシカンリーグでプレーした後に引退した。

## 詳細情報

### 年度別投手成績
| 年 度    | 球 団    | 登 板 | 先 発 | 完 投 | 完 封 | 無 四 球 | 勝 利 | 敗 戦 | セ 丨 ブ | ホ 丨 ル ド | 勝 率 | 打 者 | 投 球 回 | 被 安 打 | 被 本 塁 打 | 与 四 球 | 敬 遠 | 与 死 球 | 奪 三 振 | 暴 投 | ボ 丨 ク | 失 点 | 自 責 点 | 防 御 率 | W H I P |
| -------- | -------- | ----- | ----- | ----- | ----- | -------- | ----- | ----- | -------- | ----------- | ----- | ----- | -------- | -------- | ----------- | -------- | ----- | -------- | -------- | ----- | -------- | ----- | -------- | -------- | ------- |
| 1996     | SF       | 30    | 28    | 2     | 0     | 0        | 7     | 13    | 0        | 0           | .350  | 760   | 171.2    | 193      | 20          | 57       | 4     | 10       | 106      | 6     | 2        | 95    | 88       | 4.61     | 1.46    |
| 1997     | SF       | 11    | 11    | 0     | 0     | 0        | 3     | 4     | 0        | 0           | .429  | 256   | 56.1     | 74       | 9           | 15       | 2     | 0        | 31       | 2     | 1        | 39    | 31       | 4.95     | 1.58    |
| 2000     | CIN      | 15    | 14    | 1     | 0     | 0        | 4     | 3     | 0        | 0           | .571  | 327   | 79.2     | 69       | 6           | 31       | 2     | 2        | 36       | 1     | 1        | 33    | 32       | 3.62     | 1.26    |
| 2001     | CIN      | 20    | 14    | 0     | 0     | 0        | 5     | 6     | 0        | 0           | .455  | 366   | 79.1     | 103      | 8           | 33       | 3     | 0        | 35       | 0     | 0        | 62    | 61       | 6.92     | 1.71    |
| MLB：4年 | MLB：4年 | 76    | 67    | 3     | 0     | 0        | 19    | 26    | 0        | 0           | .422  | 1709  | 387.0    | 439      | 43          | 136      | 11    | 12       | 208      | 9     | 4        | 229   | 212      | 4.93     | 1.49    |

### キューバ国内リーグ（選抜リーグ含む）通算投手成績（8シーズン）
82勝62敗　防御率3.30　与四球率2.76　奪三振率6.54　被本塁打率0.78　WHIP1.27
223試合　133先発　1160.2イニング　356与四球（敬遠30）　61与死球　844奪三振　101被本塁打　

### 背番号
- 22 （1996年 - 1997年）
- 55 （1999年）
- 43 （2000年 - 2001年）